# Bramatuero Bajo
Le Bramatuero Bajo est un lac des Pyrénées espagnoles dans la communauté autonome d'Aragon.

## Géographie
Le Bramatuero Bajo est surplombé à l'Ouest par les pics de Bachimaña, au Nord par le grand pic de Péterneille et la pointe de la Muga. À quelque 300 mètres au-dessus, à l'Est, se trouve son frère le Bramatuero Alto.

### Topographie
C'est un lac de la vallée de Tena, situé à 2 207 m d'altitude. 

## Voies d'accès
Le lac est accessible par la HRP, en passant par le port du Marcadau depuis le refuge Wallon.